# TV6 (francuska stacja telewizyjna)
TV6 – francuska prywatna telewizja naziemna, nadająca program od 1 marca 1986 roku do 28 lutego 1987 roku. Na jej ramówkę składały się programy muzyczne i młodzieżowe. TV6 jest pierwszym kanałem w historii francuskiej telewizji, który zakończył nadawanie. Stacja zaprzestała emisji z powodów politycznych po wyborach parlamentarnych, które odbyły się wiosną 1986 roku. Nowy premier, Jacques Chirac, cofnął koncesję na nadawanie „Szóstki” i zezwolił w paśmie zajmowanym przez TV6 na emisję nowego kanału M6.

## Historia
Listopad 1984 roku. Léo Scheer, twórca telewizji Canal+, opuścił spółkę Havas i dołączył do Maurice’a Levy’ego, by zrealizować nowy komercyjny projekt telewizyjny, we współpracy z przedsiębiorstwem Europe 1 Communications.
W 1985, nieco ponad rok przed wyborami parlamentarnych we Francji, lewicowa władza, obawiając się przegranej, dążyła do stworzenia nowych środków masowego przekazu, by dostarczyć widzom informacji z różnych źródeł, zupełnie innych od publicznej telewizji i zakodowanego Canal+, a także chciała zbudować miejsce do dzielenia się opiniami na temat rządowych pomysłów, gdyby Partia Socjalistyczna straciła władzę.
16 stycznia 1985 roku prezydent Francji, François Mitterrand, wystosował podczas telewizyjnego wywiadu prośbę do rządu Laurenta Fabiusa, by ten jak najszybciej zajął się projektem stworzenia nowych kanałów telewizyjnych.
20 maja 1985 roku na zlecenie francuskiego premiera, prawnik Jean-Denis Bredin, dostarcza rządowi raport, w którym opowiedział się za utworzeniem dwóch naziemnych prywatnych kanałów telewizyjnych finansowanych z reklam. Częstotliwości na nadawanie miałyby być przyznane przez państwo zgodnie z art. 79 ustawy z 29 lipca 1982 roku o komunikacji audiowizualnej.
31 lipca 1985 roku, Georges Fillioud, francuski Sekretarz Stanu ds. Technik Komunikacyjnych, przedstawił Radzie Ministrów komunikat w sprawie rozwoju audiowizualnego. Ogłosił projekt ustawy, zakładającej utworzenie do wiosny 1986 roku dwóch nowych prywatnych kanałów telewizyjnych, nadających drogą naziemną. Jedna stacja miałaby charakter ogólno tematyczny, a druga skierowana byłaby do młodzieży. Właścicielami nowych kanałów mogłyby zostać grupy prasowe, firmy produkcyjne i reklamodawcy. Pod pozorem otworzenia się na nowe stacje prywatne, wybór grup docelowych zdradzał polityczne motywy projektu rządowego. Kanał uniwersalny byłby anteną opiniotwórczą dla wszystkich mieszkańców w przypadku klęski wyborczej, a stacja dla młodzieży, stałaby się ważnym głosem Partii Socjalistycznej.
Po podjęciu przez rząd decyzji o stworzeniu dwóch nowych prywatnych kanałów telewizyjnych, Léo Scheer i producent Jean-Martial Lefranc, opracowali pod kierownictwem Maurice'a Lévy'ego, projekt stacji telewizyjnej skierowanej do młodych ludzi. Dołączyli do nich: przedsiębiorstwo Publicis (największa agencja reklamowa w Europie), NRJ, Gaumont, agencja komunikacji Gilbert Gross oraz trzy wytwórnie płytowe: PolyGram, Sony Music i Virgin Records. Grupa przedsiębiorców i firm składa wniosek o udzielenie koncesji na rozpoczęcie nadawania nowego kanału. Wśród kilku roboczych nazw: TNT, Turbo 6, V 6, MV 6, Super 6, NRJ 6, zostaje ostatecznie wybrana TV6.
Łącznie trzy przedsiębiorstwa powiązane ze środkami masowego przekazu składają wnioski o udzielenie koncesji na nadawanie szóstego kanału telewizyjnego. Oprócz Grupy Publicis / Gaumont / NRJ / Gilbert Gross, są to: Grupa Hit FM / RSCG wraz z Jacquesem Séguélem oraz koncern CLT, dążący do stworzenia francuskiej wersji RTL Television, odrzucony kandydat o udzielenie koncesji na piątą telewizję.
28 stycznia 1986 roku rząd wybrał projekt TV6, zgłoszony przez Grupę Publicis, na stworzenie pierwszego francuskiego kanału telewizyjnego dla młodzieży. Tego samego dnia została podpisana 18-letnia umowa koncesyjna.
21 lutego 1986 roku zostały opublikowane cele, jakie ma do wypełnienia TV6. Stacja musiała przeznaczyć co najmniej 50% czasu antenowego na emisję muzyki, w pierwszym roku nadawania miała wyemitować trzysta pięćdziesiąt godzin programów własnej produkcji i miała stworzyć sto teledysków.
1 marca 1986 roku o godzinie 14:00, emisję rozpoczęła TV6. Telewizja nadawała wyłącznie współczesną muzykę i programy młodzieżowe. Każdy z partnerów projektu wnosił swój wkład do projektu: Gaumont oferował katalog filmów i seriali telewizyjnych, NRJ odpowiadał za prowadzących programy, którzy pojawiali się na ekranie telewizorów oraz wybór teledysków, a Publicis zajmował się zarządzaniem i obsługą reklam. Jako komercyjny kanał naziemny TV6 emitował dwie minuty reklam co 20 minut.
Po wyborach parlamentarnych w marcu 1986 roku, prawica wróciła do władzy. Nowy premier, Jacques Chirac poprosił nowego ministra łączności François Léotard, by wdrożył politykę audiowizualną prawicowego rządu: sprywatyzował telewizję TF1 oraz unieważnił koncesję dwóch kanałów komercyjnych: La Cinq i TV6.
2 lutego 1987 roku zostaje opublikowany dekret nr 87-51, który z dniem 28 lutego bieżącego roku zerwie umowę koncesyjną na nadawanie szóstej stacji w obecnym kształcie. Jednocześnie rząd wezwał wszystkich zainteresowanych do składania wniosków na ponowną relokację sieci. Swoje oferty złożyli: Lyonnaise des Eaux we współpracy z CLT z projektem  Métropole Télévision, producent Marin Karmitz (MK2) wraz z grupą prasową Amaury, grupa Télé Fiction Musique i obecny właściciel TV6.
Faworytem do uzyskania koncesji był projekt Métropole Télévision firm Lyonnaise des Eaux i CLT, posiadający łaski rządu prawicowego, gdyż Jacques Chirac obiecał szósty kanał swojemu przyjacielowi Jérôme Monod, dyrektorowi generalnemu Lyonnaise des Eaux, jeśli Monod będzie głosował przeciwko porozumieniu w sprawie wspólnej polityki rolnej w Luksemburgu.
Główny udziałowiec TV6, Publicis negocjował z Lyonnaise des Eaux, by został unieważniony obecny przetarg na zdobycie koncesji dla szóstego kanału i rozpisać nowy, w którym zaangażowałyby się inne firmy, jak było to w przypadku stacji La Cinq, kiedy Silvio Berlusconi porozumiał się z Robertem Hersantem. Negocjacje nie powiodły się, 26 lutego 1987 roku koncesję na nadawanie szóstego kanału przyznano Métropole Télévision. Wiele francuskich znanych osób, m.in. Johnny Hallyday, Eddy Mitchell i Serge Gainsbourg wzywali rząd do ratowania TV6.
28 lutego 1987 roku przed siedzibą TV6 zgromadził się wielotysięczny tłum młodych widzów, którzy byli oburzeni decyzją rządu o zabraniu koncesji kanałowi. Na znak protestu 15 tysięcy osób maszerowało z Pól Elizejskich do Łuku Triumfalnego na placu De Gaulle. W godzinach wieczornych TV6 zaczęło nadawać swój ostatni program, który był podsumowaniem roku działalności stacji na rynku francuskim. Kanał wspominał wielu artystów i prowadzących, związanych z telewizją od początku jej istnienia. Audycja zakończyła się wyemitowaniem klipu parodiującego Star Wars, w którym Darth Vader (symbolizujący nowy prawicowy rząd Chiraca / Balladura) z zadowoleniem przyjmuje wiadomość o zwycięstwie Imperium (grupa Lyonnaise des Eaux / CLT) nad rebeliantami (właściciel TV6: Publicis / NRJ). O północy TV6 wyłącza nadajniki, przechodząc do historii francuskiej telewizji, jako pierwszy kanał, który zakończył nadawanie.

## Organizacja

### Kierownictwo TV6
- Prezydent: Maurice Lévy
- Dyrektor Generalny: Léo Scheer (twórca i kierownik operacyjny TV6)
- Zastępca dyrektora generalnego: Jean-Martial Lefranc
- Dyrektor programowy: Patrice Blanc-Francard

### Kapitał i akcjonariat
Udziałowcy przeznaczyli 10 milionów franków francuskich na uruchomienie i emitowanie kanału TV6, a także zakup praw do seriali i filmów oraz produkcję programów w pierwszym roku działalności.
Lista akcjonariuszy:
- 25% – Publicis (główny udziałowiec),
- 25% – Gaumont,
- 18% – NRJ,
- 12% – Gilbert Gross;

Pozostałe 20% zostało podzielone między kierownictwo, pracowników stacji oraz trzy wytwórnie płytowe: PolyGram, Sony Music i Virgin Records.

### Siedziba
Telewizja TV6 miała swoją siedzibę przy  133 avenue des Champs-Elysées w 8. dzielnicy Paryża, była to jednocześnie siedziba głównego udziałowca, przedsiębiorstwa Publicis.

## Lista programów
- Système 6
- Tam-Tam
- Les Bons Plans d'Actuel
- Une page de pub
- Les catcheurs du rock
- Profil 6
- Play 6
- Métal 6
- 6 Tonic
- Live 6
- Côté-courts

## Prezenterzy
- Jacques Colin
- Jean-Luc Delarue
- Frédéric Derieux
- Olivier Dorangeon
- Dominique Duforest
- Isabelle Duhamel
- Alain Maneval
- Childeric Muller
- Bintou Simpore
- Frédéric Smektala
- Philippe Vandel
- Francis Zégut